# Tegenaria levantina
Tegenaria levantina là một loài nhện trong họ Agelenidae.
Loài này thuộc chi Tegenaria. Tegenaria levantina được miêu tả năm 1981 bởi Barrientos.